# Good Girls Go Bad
"Good Girls Go Bad" – pierwszy singel grupy Cobra Starship z ich najnowszego albumu Hot Mess. Udział w piosence wzięła także gwiazda serialu Plotkara, Leighton Meester. Piosenka stała się przebojem w kilku krajach świata (w Australii, Kanadzie, Nowej Zelandii, Wielkiej Brytanii) oraz w Stanach Zjednoczonych, gdzie dotarła na 7. miejsce. Została ona wykorzystana w serialu Plotkara w 3 sezonie w odcinku 2 oraz Brzydula Betty w 4 sezonie w odcinku 1.

## Listy przebojów
| Lista (2009)                    | Pozycja |
| ------------------------------- | ------- |
| U.S. Billboard Hot 100          | 7       |
| U.S. Billboard Pop 100          | 5       |
| Kanadyjska Hot 100              | 7       |
| Australijska ARIA Singles Chart | 5       |
| Nowozelandzka Singles Chart     | 2       |
| Duńska Top 40                   | 29      |

## Historia wydania
| Region            | Data                 | Format                      |
| ----------------- | -------------------- | --------------------------- |
| Stany Zjednoczone | 11 maja 2009         | Airplay                     |
| Kanada            | 11 maja 2009         | Airplay                     |
| Anglia            | 19 października 2009 | Singel CD, digital download |